# June Cochran
Christa Speck Donna Michelle
June Cochran est une « reine de beauté » et modèle de charme américaine. Elle est connue comme Playmate of the Month du magazine Playboy en décembre 1962,  et a été, en 1963, la quatrième Playmate of the Year.

## Biographie
Mariée une première fois avant l'âge de 20 ans, June Cochran a été Miss Indiana 1960 et a concouru pour les titres de Miss Monde et Miss Univers. 
Elle était enceinte de 7 mois et demi lorsqu'elle posa pour Pompeo Posar en tant que Playmate de l'Année, ce qui posa quelques problèmes pour dissimuler son état. Elle a été Bunny au Club Playboy de Chicago (un article intitulé The Bunnies of Chicago la présente avec d'autres, certaines d'entre elles également anciennes ou futures playmates, dans le numéro d'août 1964 de Playboy).
Elle beaucoup travaillé pour la promotion de la course automobile pour le compte du United States Auto Club et dans le cadre des 500 miles d'Indianapolis. Son second mari était d'ailleurs pilote de course et ses deux fils pilotes de stock-cars.
June Cochran a servi de modèle au personnage de Little Annie Fanny, petite bande dessinée comique et érotique qui paraissait dans chaque numéro de Playboy. 
Elle est décédée dans le Wisconsin, ou elle demeurait.

## Apparitions dans les numéros spéciaux dePlayboy
- Playmates - The First 15 Years (1983)
- Playmates Of The Year (Novembre-Décembre 1986)
- Calendar Playmates (Novembre 1992)
- Pocket Playmates v1n6, 1953-1964 (1995-1996)
- Book of Lingerie (Mai-Juin 1996)
- Facts & Figures (Octobre 1997)
- Classic Centerfolds (Juin 1998)
- Celebrating Centerfolds Vol. 4 (Janvier 2000)
- Centerfolds Of The Century (Avril 2000)
- Playmates of the Year (Décembre 2000)